# Teatro del mar Baltico della prima guerra mondiale
Il teatro del mar Baltico ricomprende l'insieme delle operazioni navali ed anfibie svoltesi nel bacino del mar Baltico durante la prima guerra mondiale; ad affrontarsi nel teatro furono la marina militare dell'Impero russo (Rossijskij Imperatorskij Flot), sostenuta da un piccolo contingente di sommergibili della Royal Navy britannica, e la Kaiserliche Marine dell'Impero tedesco.
Le operazioni iniziarono già il 1º agosto 1914, giorno della dichiarazione di guerra tedesca all'impero russo; numericamente e qualitativamente superata dalla Kaiserliche Marine, la flotta zarista assunse fin dall'inizio uno stretto atteggiamento difensivo, secondo la dottrina della cosiddetta Fleet in being. Il grosso dei combattimenti si concentrò nei dintorni del golfo di Riga e della costa lettone ed estone: entrambi gli schieramenti fecero ampio uso di sbarramenti di mine navali e sommergibili, oltre a condurre rapide incursioni contro le zone costiere in mano al nemico. La situazione rimase sostanzialmente in stallo fin verso l'inizio del 1917, quando infine la flotta russa, logorata nel morale dallo scoppio della Rivoluzione russa, fu scacciata dal golfo di Riga al termine di una dura battaglia, ritirando tutte le sue unità nel golfo di Finlandia; le ostilità cessarono ufficialmente con il trattato di Brest-Litovsk del 3 marzo 1918, anche se una certa attività navale continuò fino all'inizio dell'aprile seguente.

## Forze in campo e obiettivi strategici

### Russia
Il bacino del mar Baltico costituiva da sempre per l'Impero russo il suo principale sbocco navale e commerciale sui mari europei: fin dalla loro fondazione nel 1703-1704, nel pieno della grande guerra del Nord contro gli svedesi, la città di San Pietroburgo e l'isola-fortezza di Kronštadt si erano affermate come i principali scali navali, tanto commerciali quanto militari, della Russia, ospitando i primi e più importanti cantieri navali della nazione e le principali basi della Marina imperiale russa; conseguentemente, la Flotta del Baltico era considerata la più importante tra le flotte della Russia in virtù della sua possibilità di intervento nelle questioni militari attinenti l'Europa, mentre la Flotta del Mar Nero, limitata dagli obblighi imposti dalla Convenzione di Londra sugli Stretti che ne proibivano l'uscita dal bacino, era destinata unicamente a operare contro l'Impero ottomano, tradizionale nemico russo.

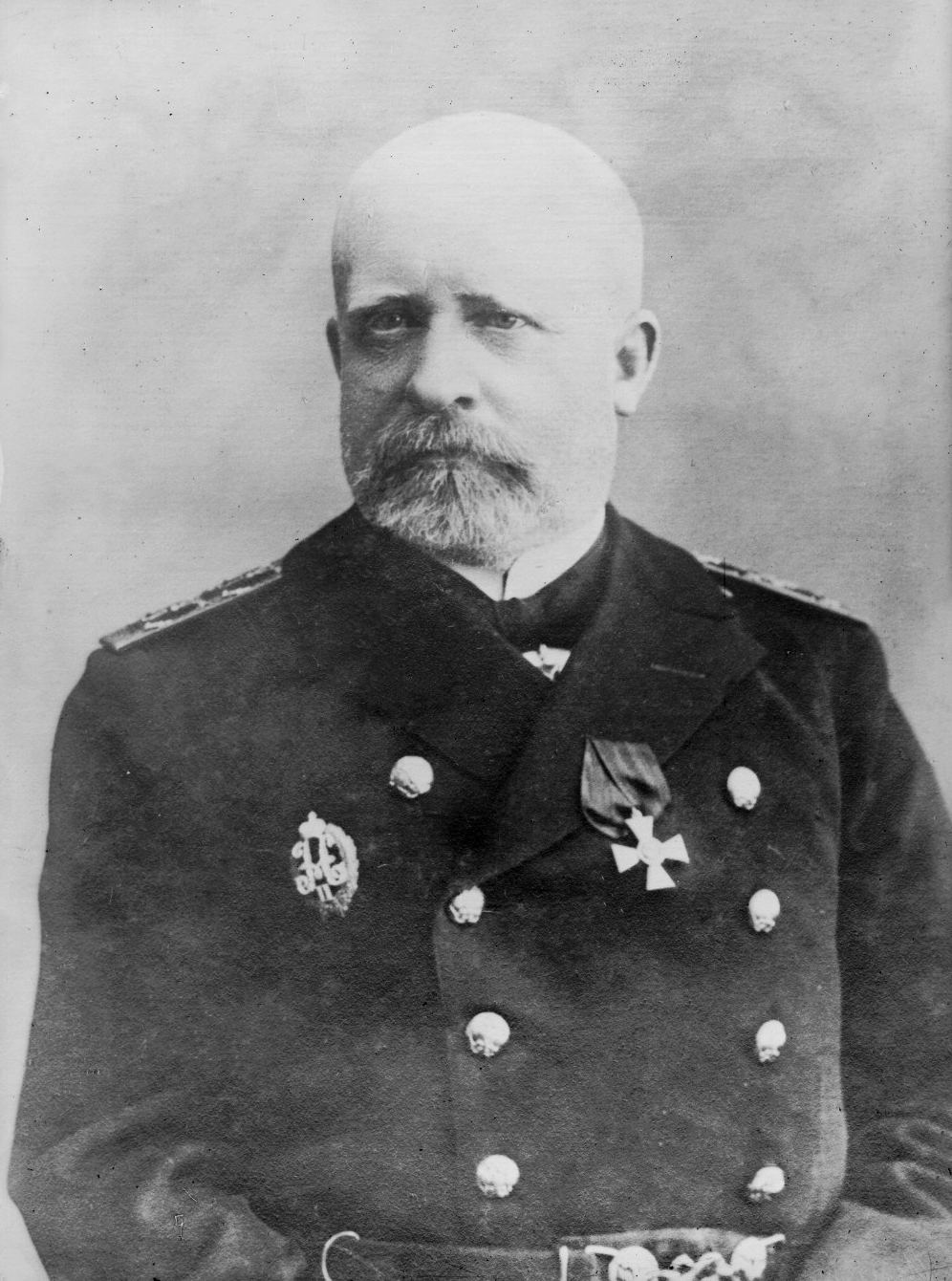
L'ammiraglio Nikolai Essen, comandante in capo della Flotta del Baltico dal 1909 al 1915

Al momento dello scoppio della prima guerra mondiale, la Marina imperiale russa era ancora in una fase di profonda riorganizzazione e riequipaggiamento dopo le dure sconfitte patite nella precedente guerra russo-giapponese del 1904-1905: la stessa Flotta del Baltico aveva visto le sue migliori e più moderne unità venire quasi completamente spazzate via nel corso della disastrosa sconfitta patita nella battaglia di Tsushima, al termine di un epico viaggio dal Baltico al Mar Giallo. Il riorientamento della politica estera russa da un espansionismo in Estremo Oriente a un maggior coinvolgimento nelle questioni europee, con il rafforzamento dell'alleanza con la Francia e la contesa con l'Austria-Ungheria per il predominio nei Balcani, portò ad ampie riforme militari in vista di un grande conflitto sul continente: benché in forte competizione con l'esercito per l'assegnazione delle risorse finanziarie necessarie, la marina russa poté quindi varare una serie di ambiziosi progetti per riequipaggiarsi con unità navali di moderna concezione, oltre ad avviare potenziamenti di basi, arsenali e difese costiere. L'ammiraglio Nikolai Essen, comandante in capo della Flotta del Baltico dal 1909, giocò un ruolo centrale nella riorganizzazione della marina russa, promuovendo gli ufficiali che più si erano distinti per professionalità, avviando studi per correggere le cause della sconfitta con il Giappone e mettendo in atto altri miglioramenti per quanto riguardava sia il materiale che il personale.
A dispetto dell'energica opera di Essen, l'inizio delle ostilità nell'agosto 1914 sorprese la Flotta del Baltico ancora in piena ricostruzione, in particolare per quanto riguardava il completamento degli ambiziosi piani di costruzioni navali: le quattro navi da battaglia tipo "dreadnought" della classe Gangut si trovavano in fase di completamento (la prima di esse non sarebbe entrata in servizio prima del novembre 1914), mentre molte delle unità di costruzione più moderna (come gli incrociatori leggeri classe Svetlana o i cacciatorpediniere classe Orfej) erano ancora sugli scali in attesa di essere varate. La forza a disposizione di Essen comprendeva quindi unità piuttosto datate o superate, in alcuni casi decisamente obsolete: quattro navi da battaglia pre-dreadnought di cui due abbastanza moderne (Andrei Pervozvanny e Imperator Pavel I, entrambe classe Andrei Pervozvanny entrate in servizio nel 1911) e due meno efficienti per quanto ammodernate (la Slava del 1905 e la Cesarevič del 1901); sei incrociatori corazzati di cui il solo Rurik era moderno e ben equipaggiato, mentre le tre unità classe Bajan erano piuttosto carenti in fatto di armamento e protezione e il Rossia e il Gromoboi risultavano ormai obsoleti e di scarso valore bellico; quattro incrociatori protetti (due classe Pallada e due classe Bogatyr) abbastanza datati e superati come concezione. Le unità di scorta erano carenti: vi era un unico cacciatorpediniere di moderna concezione, il Novik (varato nel 1911 e capostipite di tutte le seguenti classi di cacciatorpediniere russi), mentre le circa 60 tropediniere erano in massima parte unità antiquate; i dodici sommergibili in servizio erano unità piccole e adatte solo a compiti difensivi nelle zone costiere, con un'unica unità (l'Akula del 1908) capace di operazioni a lunga distanza in mare aperto. Completavano le dotazioni un centinaio di unità tra posamine, dragamine e navi ausiliarie.

### Germania

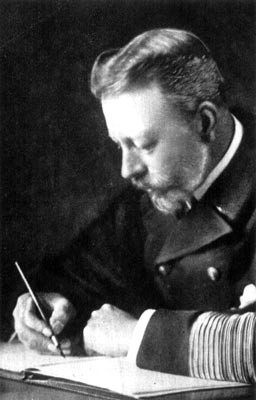
Il principe Enrico di Prussia, comandante delle forze tedesche nel Baltico durante la guerra

Il Baltico rappresentava una zona strategica anche per la Germania: le calme e riparate acque del bacino era una zona d'addestramento ideale e sicura per le unità della Kaiserliche Marine, e varie città portuali affacciate sul Baltico, come Danzica, Stettino o Kiel, ospitavano importanti cantieri navali. Più importante ancora, dal Baltico passava una delle più importanti rotte commerciali dei tedeschi, quella che portava nei porti del nord della Germania i minerali ferrosi estratti nelle miniere svedesi di Kiruna e Gällivare, di fondamentale importanza per alimentare l'industria pesante nazionale; dopo lo scoppio delle ostilità, poi, il Baltico era divenuto l'unica zona dove i traffici commerciali navali della Germania potevano svolgersi senza timore di attacchi da parte della Royal Navy britannica, che al contrario esercitava un ferreo blocco navale della costa tedesca del Mare del Nord.
Nell'agosto del 1914 la flotta tedesca era la seconda al mondo, dopo quella britannica, per numero e qualità delle unità a sua disposizione: la flotta d'alto mare tedesca (Hochseeflotte) allineava infatti tredici navi da battaglia tipo dreadnought e quattro incrociatori da battaglia oltre a un gran numero di unità più obsolete, risultando superiore tanto per quantità che per qualità alla Flotta del Baltico russa; il nucleo centrale della Hochseeflotte era però concentrato nel teatro del Mare del Nord per confrontarsi con i britannici, sebbene il controllo del canale di Kiel consentisse ai tedeschi un rapido trasferimento da un bacino navale all'altro in caso di bisogno. Il teatro del Baltico fu assegnato alla direzione del principe Enrico di Prussia, cui fu affidato un complesso di unità leggere ammontante a sette incrociatori leggeri di cui due (SMS Magdeburg e SMS Augsburg) moderni e cinque obsoleti, tre cacciatorpediniere di nuovo tipo e sei antiquati, e tre sommergibili; altre unità radiate dalla Hochseeflotte a causa della loro obsolescenza furono poi aggiunte alle forze operanti nel Baltico. Alle unità tedesche fu prescritto di tenere un atteggiamento offensivo, compiendo scorrerie contro le basi russe e stendendo sbarramenti di mine navali sia a protezione dei propri approdi che davanti alle coste nemiche.

## Principali operazioni

### L'inizio delle ostilità
Durante il periodo di tensione diplomatica tra Germania e Russia seguente l'attentato di Sarajevo (la cosiddetta "crisi di luglio"), l'ammiraglio Essen spinse decisamente perché la Flotta del Baltico russa assumesse subito un atteggiamento offensivo e di preparazione alle ostilità: veterano dell'assedio di Port Arthur durante la guerra russo-giapponese, l'ammiraglio temeva un attacco a sorpresa contro le navi russe ferme all'ancora nelle loro basi sul modello di quanto fatto dai giapponesi nelle primissime ore di ostilità. Per decisione autonoma dello stesso Essen, l'intera flotta russa lasciò quindi i suoi ancoraggi di Kronštadt il 27 luglio per proteggere la posa dei primi sbarramenti di mine navali a difesa delle proprie coste; l'autorizzazione formale del governo russo ad avviare i preparativi bellici arrivò poi più tardi quello stesso giorno, ed entro il 31 luglio Essen aveva completato gli apprestamenti difensivi al golfo di Finlandia e agli accessi navali a San Pietroburgo. La dichiarazione di guerra della Germania alla Russia arrivò poi il 1º agosto seguente.

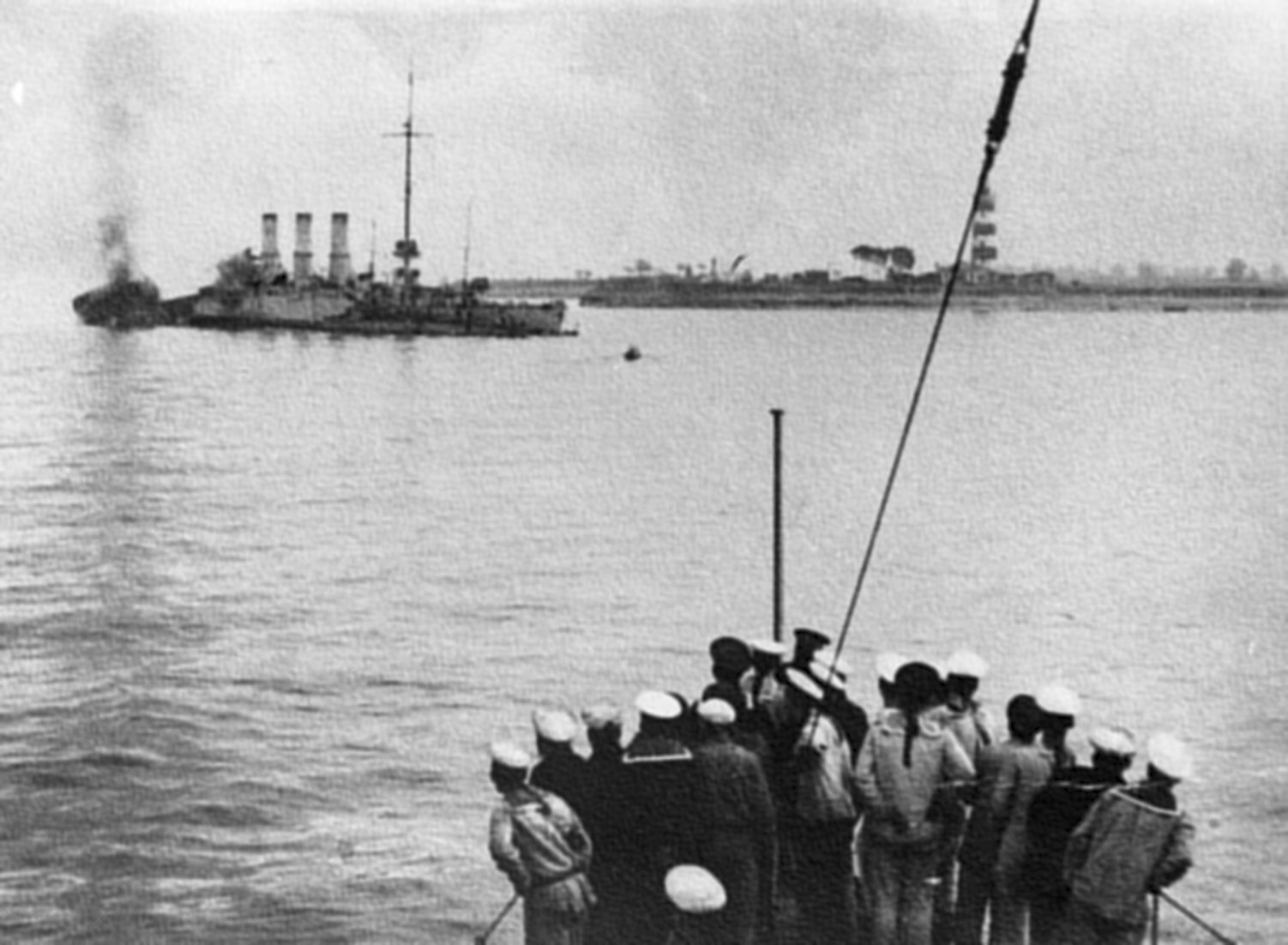
L'incrociatore incagliato sulla costa dell'isola di Odensholm

Fin dai primi giorni di ostilità, i piani russi per le operazioni nel Baltico furono improntati a una strategia rigidamente difensiva, secondo la dottrina della flotta in potenza: abbandonata la base navale avanzata di Libau, troppo vicina al confine con la Germania, le unità russe furono dislocate nelle basi di Reval ed Helsingfors sui due lati del golfo di Finlandia per contrastare eventuali puntate nemiche su San Pietroburgo; i russi fecero largo impiego di sbarramenti di mine navali protetti da postazioni di artiglieria costiera, estendendo i loro apprestamenti difensivi anche agli accessi del golfo di Riga e del golfo di Botnia. Anche la Germania impiegò i primi giorni di conflitto per potenziare le sue difese navali e porre sotto controllo le vie di accesso al bacino del Baltico, onde impedire interventi della Royal Navy britannica in favore dei russi. Ai primi di agosto 1914 il governo tedesco formulò la richiesta a Danimarca e Svezia perché i suoi sbarramenti di mine navali fossero estesi anche in tratti di acque territoriali appartenenti a questi due paesi, in particolare nella zona dell'Øresund e del Grande Belt: la popolazione danese non mostrava molta simpatia nei confronti dei tedeschi, ma il prudente governo di Copenaghen decise di non provocare il potente vicino e il 6 agosto accondiscese alle richieste tedesche minando e chiudendo al traffico navale straniero il Grande Belt. Il governo svedese dimostrava una certa ostilità nei confronti dei russi e forte era il sentimento filo-tedesco tra la popolazione, ma nonostante varie proposte di alleanza formulate dalla Germania il paese scelse la più stretta neutralità e respinse la richiesta di minare il passaggio dell'Øresund; come contropartita, gli svedesi si offrirono di spegnere i fari e rimuovere i segnali qualora navi da guerra straniere avessero cercato di transitare per lo stretto.
I primi colpi del conflitto furono sparati il 2 agosto quando gli incrociatori tedeschi Magdeburg e Augsburg bombardarono il porto di Libau e depositarono mine alla sua imboccatura; l'inazione dei russi spinse i tedeschi ad avvicinarsi sempre di più al golfo di Finlandia: il 12 agosto il Magdeburg si spinse fino a bombardare il faro di Dagerort sulla costa dell'isola estone di Dagö, mentre il 17 agosto il Magdeburg e lo Augsburg, di scorta al posamine Deutschland diretto a stendere uno sbarramento davanti all'entrata del golfo, ebbero un fugace incontro con gli incrociatori russi Admiral Makarov e Gromoboi, i quali si ritirarono senza ingaggiare battaglia. Nella notte tra il 25 e il 26 agosto i due incrociatori tedeschi, scortati da alcuni cacciatorpediniere, tentarono di forzare l'imboccatura del golfo: persosi nella nebbia, il Magdeburg finì con l'incagliarsi contro la costa dell'isola estone di Odensholm dove fu attaccato dagli incrociatori russi Bogatyr e Pallada; parte dell'equipaggio fu evacuato da un cacciatorpediniere e il Magdeburg fu fatto saltare in aria. Al di là della perdita materiale, l'episodio si rivelò disastroso per la marina tedesca: ispezionando il relitto del Magdeburg, i russi rinvennero diverse copie del libro codice della Kaiserliche Marine, contenente le chiavi di cifratura per le comunicazioni radio della flotta tedesca, che nella concitazione dello scontro non erano state distrutte dall'equipaggio dell'incrociatore; una delle copie fu subito inviata a Londra, dove gli esperti di codifica dell'Ammiragliato britannico (Room 40) furono da allora in grado di decrittare le comunicazioni della Hochseeflotte, aiutati anche dal fatto che i tedeschi non cambiarono i loro codici per il resto del conflitto.

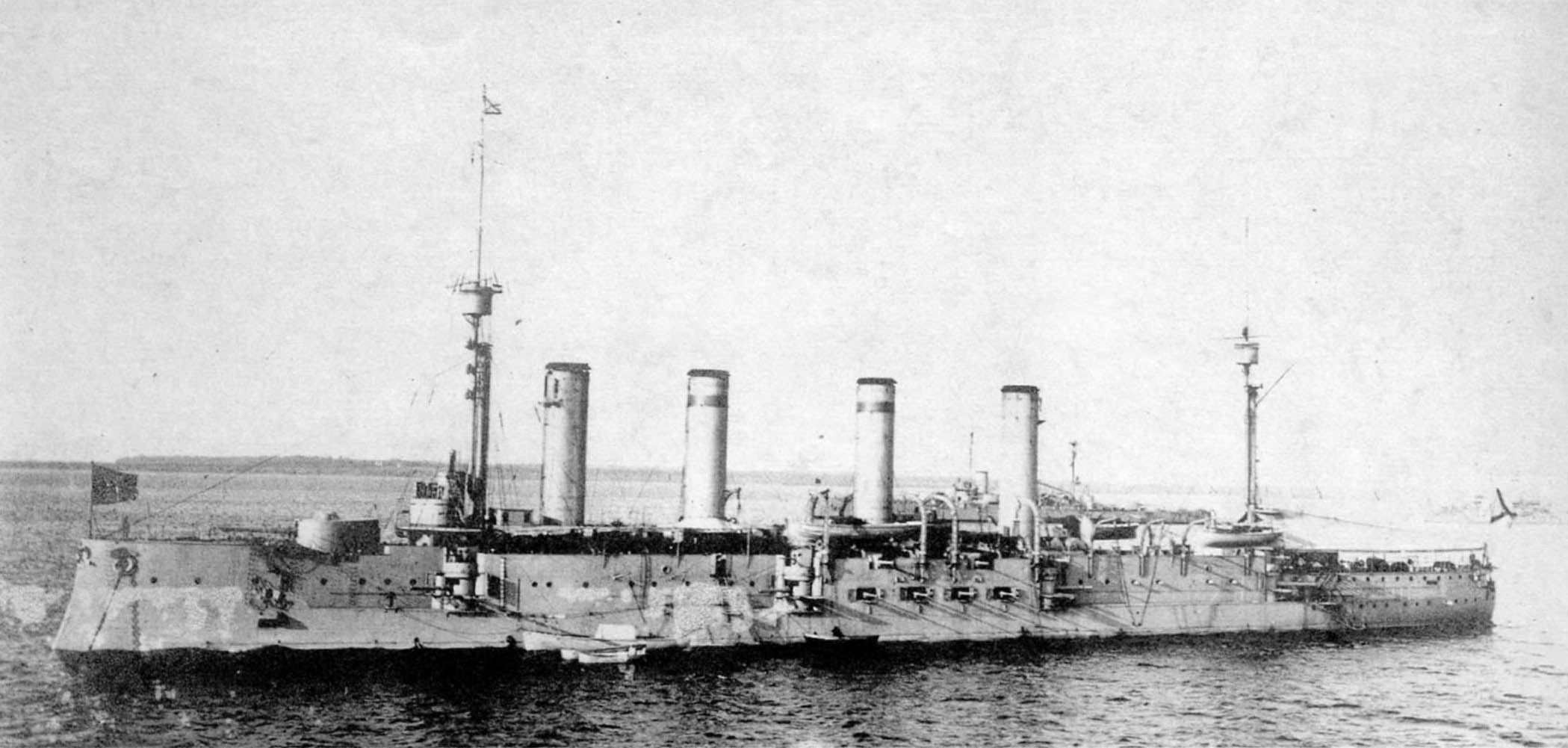
L'incrociatore corazzato russo Pallada, affondato l'11 ottobre 1914 con gravissime perdite umane

L'ammiraglio Essen reagì alle incursioni tedesche il 1º settembre, quando prese il mare con gli incrociatori Rurik, Oleg, Rossja e Bogatyr per andare a bombardare Danzica e posare mine davanti ai porti tedeschi; la formazione incontrò tuttavia prima dei mercantili neutrali e poi delle navi da guerra svedesi e, perso l'effetto sorpresa, Essen decise prudentemente di rientrare in porto. Il 3 settembre i tedeschi tentarono un'operazione su vasta scala richiamando nel Baltico uno scaglione della Hochseeflotte comprendente l'incrociatore SMS Blücher e alcune vecchie pre-dreadnought: l'intenzione era quella di simulare un tentativo di sbarco a Windau in Curlandia in modo da far richiamare forze russe dal fronte ed eventualmente tentare di tagliare fuori e distruggere un distaccamento della Flotta del Baltico, ma a parte un fugace contatto con gli incrociatori russi Bogatyr e Pallada l'azione non approdò a niente e le navi tedesche si ritirarono il 9 settembre. Essen rispose organizzando un'incursione notturna degli incrociatori Rurik e Pallada contro il traffico navale tedesco davanti Danzica, ma l'operazione non ottenne alcun successo; l'azione fu fortemente criticata dal comando russo, e ad Essen fu intimato di non impiegare le sue navi in operazioni offensive lungo le coste tedesche. Un'altra azione dimostrativa al largo della Curlandia fu organizzata dai tedeschi ai primi di ottobre con l'impiego di sole forze leggere; ciò portò ad alcune crociere di sorveglianza da parte degli incrociatori russi, le quali si conclusero con un disastro: l'11 ottobre, mentre navigava senza scorta all'imboccatura del golfo di Finlandia, l'incrociatore Pallada fu sorpreso e silurato dal sommergibile tedesco U-26, affondando con la perdita dell'intero equipaggio di quasi 600 uomini.
Il comando della Royal Navy elaborò diversi piani per forzare gli accessi al mar Baltico e inviare aiuti ai suoi alleati russi, ma alla fine l'unica operazione tentata fu l'invio di alcuni sommergibili attraverso il passaggio dell'Øresund: il sommergibile E11 fu intercettato due volte da pattuglie tedesche e dovette desistere dall'impresa, ma i sommergibili E1 ed E9 riuscirono invece a forzare il passaggio a metà ottobre e a raggiungere la base russa di Reval; tra le prime azioni dei battelli vi fu il 17 ottobre un tentativo di siluramento dell'incrociatore protetto SMS Victoria Louise nella baia di Kiel da parte dello E1, azione però andata a vuoto. La minaccia dei battelli britannici e il timore che Libau potesse divenire una base avanzata per essi spinse i tedeschi ad attuare per metà novembre un'operazione per bloccare l'accesso al porto affondandovi all'imboccatura dei mercantili carichi di pietrame; in rotta per appoggiare questa azione, il 17 novembre il vecchio e obsoleto incrociatore corazzato SMS Friedrich Carl affondò al largo di Memel dopo aver urtato due mine russe, anche se quasi tutto l'equipaggio poté essere tratto in salvo.

### Guerra di mine

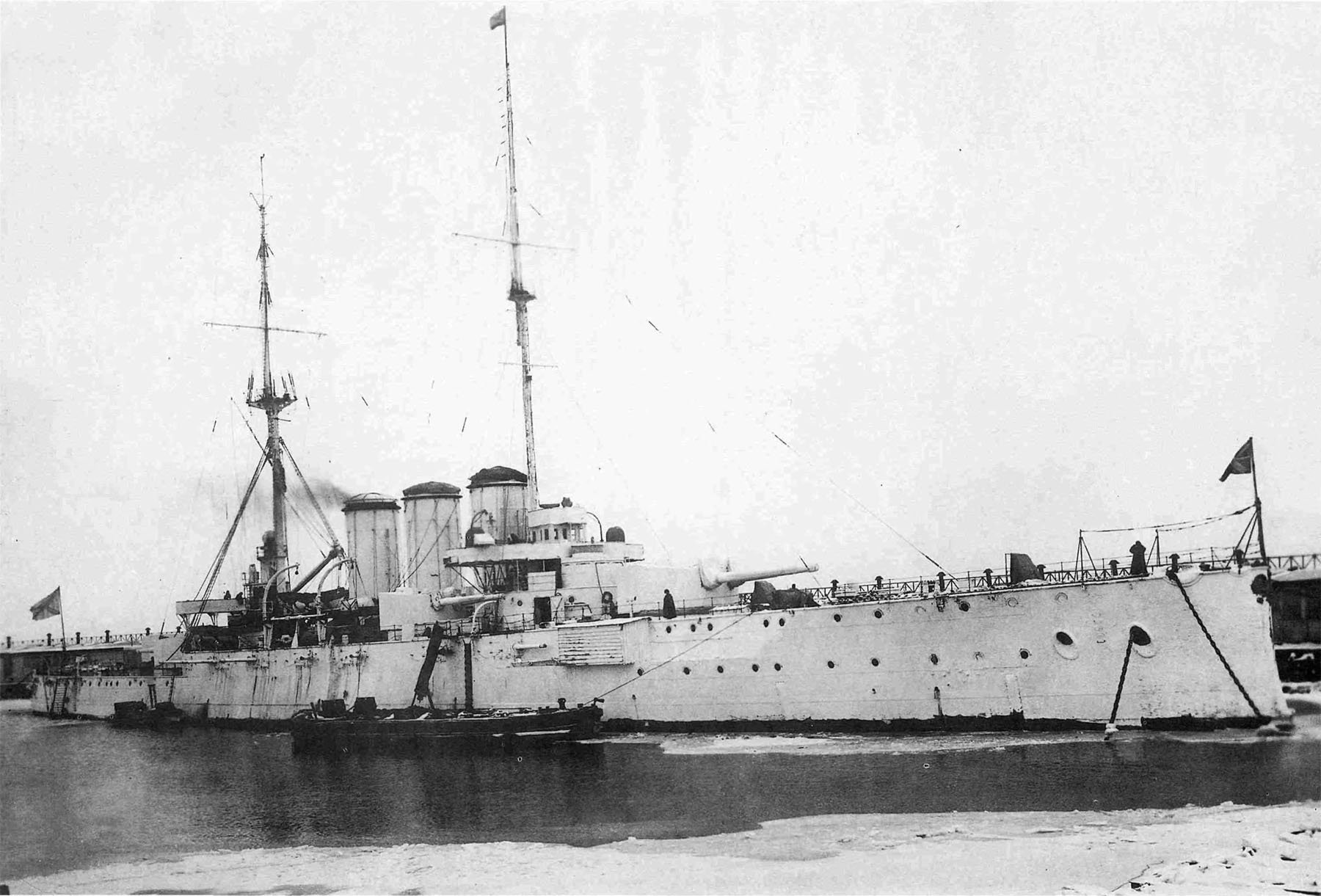
L'incrociatore corazzato Rurik, nave ammiraglia della Flotta del Baltico

Alla fine del dicembre 1914 il comando della marina russa decise di avviare una vasta opera di minamento delle rotte navali più battute dai tedeschi, tramite l'impiego di unità leggere e torpediniere. Attuata ormai in pieno inverno, l'operazione non fu esente da rischi per gli stessi russi a causa delle proibitive condizioni climatiche: in rotta per minare le acque nella zona di Libau, il 12 dicembre la torpediniera Ispolnitelni affondò al largo di Odensholm dopo che una delle mine che portava era esplosa a causa del mare in tempesta, mentre la torpediniera Letuchi che l'accompagnava si capovolse e affondò nel tentativo di prestare soccorso ai naufraghi; nel medesimo periodo, mentre scortava alcune torpediniere dirette a minare le acque al largo di Danzica l'incrociatore Rurik subì gravi danni allo scafo dopo essere finito incagliato su un bassofondo a causa della nebbia, ma l'unità riuscì a liberarsi e a rientrare a lento moto alla base. L'operazione comunque ottenne diversi risultati, causando vittime tra i mercantili tedeschi oltre a portare al danneggiamento, il 25 gennaio al largo di Bornholm, degli incrociatori leggeri Augsburg e Gazelle.
La pesante sconfitta patita dai russi nella battaglia di Gorlice-Tarnów ai primi di maggio innescò un vasto movimento verso est del fronte orientale; ciò consentì ai tedeschi di spingersi in avanti verso la Curlandia, arrivando ad occupare il 17 maggio il porto di Libau incontrando scarsa resistenza (ma perdendo però il cacciatorpediniere V-107 saltato su una mina): Libau fu ben presto riattrezzata come avamposto tedesco con l'invio di sommergibili, idrovolanti e siluranti leggere. Ulteriore colpo per i russi fu, il 21 maggio, la morte dell'ammiraglio Essen a causa di una polmonite; il comando della Flotta del Baltico passò quindi all'ammiraglio Vasily Kanin, il quale proseguì la linea strategica del predecessore caldeggiando un ruolo più attivo per le unità maggiori della flotta: se l'alto comando russo era contrario a impiegare le nuovissime dreadnought classe Gangut al di fuori del golfo di Finlandia, nondimeno la loro disponibilità fece sì che alle unità più vecchie fosse data maggiore libertà di azione. Proseguivano intanto le azioni di sommergibili da entrambe le parti: il 4 giugno il tedesco U-26 colò a picco a ovest di Reval il posamine russo Yenisei, mentre il 5 giugno il britannico E9 affondò un mercantile e danneggiò un cacciatorpediniere tedesco al largo di Windau.

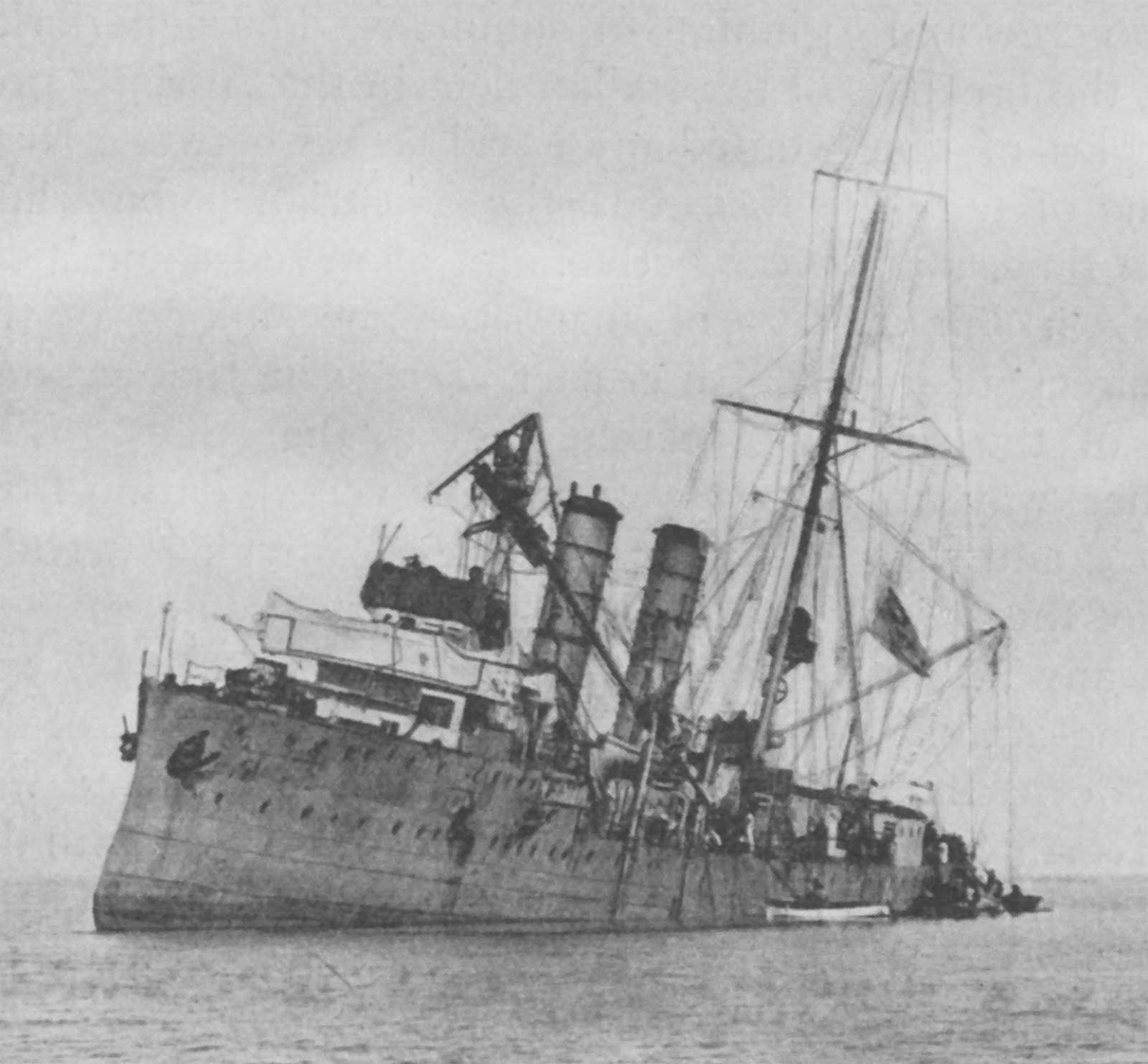
L'incrociatore spiaggiato sulla costa dell'isola di Gotland

Il 2 luglio l'ammiraglio Kanin inviò un grosso scaglione della Flotta del Baltico, comprendente gli incrociatori Rurik, Makarov, Bajan, Oleg e Bogatyr e il cacciatorpediniere Novik, a bombardare il porto di Memel; la fitta nebbia consigliò al comandante della formazione, retroammiraglio Michail Bakhirev, di interrompere l'azione e di rientrare alla base: mentre questa manovra era in corso, al largo dell'isola di Gotland le unità russe incapparono in una formazione tedesca comprendente l'incrociatore corazzato Roon, gli incrociatori leggeri Augsburg e Lübeck e l'incrociatore-posamine Albatros, in rientro alla base dopo una missione di posa di mine al largo delle isole Åland. Nel corso di un confuso combattimento nella nebbia, divenuto noto come "battaglia di Gotland", l'incrociatore Albatros fu gravemente danneggiato dal tiro nemico e costretto a spiaggiarsi sulla costa dell'isola di Gotland, dove l'equipaggio fu poi internato dalle autorità svedesi, ma benché in superiorità le unità russe evitarono di serrare lo scontro e si ritirarono protette dalla nebbia, causando danni minori agli altri incrociatori tedeschi; mentre tentava di recarsi sul luogo dello scontro, l'incrociatore corazzato SMS Prinz Adalbert fu silurato dal sommergibile britannico E9 a nord di Danzica, ma fu in grado di rientrare alla base.
Nel corso di luglio le forze tedesche completarono l'occupazione della penisola di Curlandia, mentre il fronte si andò stabilizzando lungo una linea poco a ovest della città di Riga; l'ammiraglio Kanin dislocò alcune vecchie corazzate pre-dreadnought nel golfo di Riga, perché sostenessero con i loro grossi calibri le forze terrestri russe e battessero con frequenti bombardamenti le retrovie tedesche. Il comando della Kaiserliche Marine decise di varare un'importante operazione per forzare gli accessi al golfo di Riga, allontanarvi le navi russe e supportare così un attacco di terra volto alla conquista della stessa Riga: al comando del vice ammiraglio Ehrhard Schmidt fu affidata quindi una cospicua forza distaccata dalla Hochseeflotte, comprendente anche otto moderne dreadnought e tre incrociatori da battaglia, unità che si riteneva potessero sopportare meglio eventuali urti contro mine o attacchi con siluri. I tedeschi compirono due distinti tentativi di dragare i campi minati russi nello stretto di Irben e di aprirsi la via per Riga, divenuti poi collettivamente noti come battaglia del golfo di Riga: l'8 agosto un primo tentativo fu respinto dal tiro delle navi e delle batterie costiere russe con la perdita di due dragamine tedeschi; tra il 16 e il 19 agosto i tedeschi fecero un nuovo tentativo, perdendo un cacciatorpediniere ma riuscendo a danneggiare la corazzata russa Slava e ad aprirsi una via attraverso i campi minati. Il 19 agosto l'incrociatore da battaglia SMS Moltke fu silurato da sommergibile britannico E1, anche se l'eccellente compartimentazione interna evitò grossi danni; vista la minaccia dei sommergibili nemici, tuttavia, l'ammiraglio Schmidt decise di interrompere l'azione e di rientrare alla base.

### Le azioni dei sommergibili

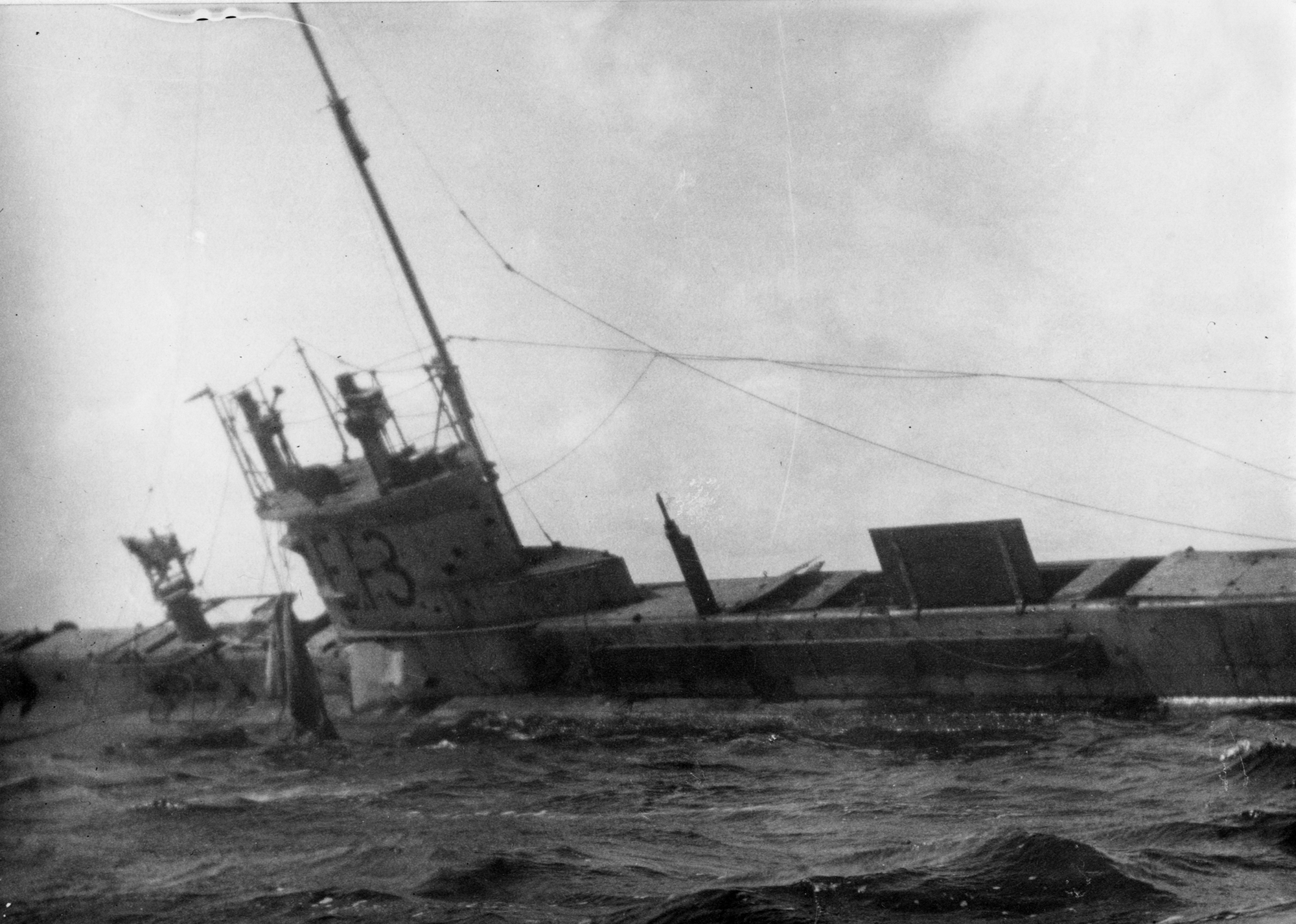
Il sommergibile britannico E13 arenato sulla costa dell'isola danese di Saltholm

A metà agosto del 1915 il comando britannico decise di rafforzare la sua flottiglia subacquea operante nel Baltico con l'invio di altre unità: il sommergibile E8 forzò con successo l'Øresund nella notte tra il 17 e il 18 agosto, ma lo E13 che lo accompagnava finì incagliato contro la costa dell'isola di Saltholm e il mattino dopo fu danneggiato dal tiro di due unità tedesche; il battello e l'equipaggio furono quindi internati dalle locali autorità danesi. Altri due sommergibili, lo E18 e lo E19, riuscirono a forzare l'Øresund ai primi di settembre, portando la consistenza delle forze britanniche nel Baltico a un totale di cinque sommergibili.
Gli ultimi mesi del 1915 videro notevoli successi per le forze alleate e forti perdite nel campo tedesco. Il 4 settembre il sommergibile U-26, autore di diversi successi a danno dei russi, scomparve in mare probabilmente cadendo vittima di uno sbarramento minato al largo dell'isola di Dagö; tra il 3 e il 19 ottobre i sommergibili britannici ottennero notevoli successi a danno dei mercantili tedeschi in rientro dai porti svedesi: lo E8 affondò un mercantile, lo E9 ne affondò tre e lo E19 cinque. Anche le unità da guerra non sfuggirono alla caccia dei britannici: il 23 ottobre l'incrociatore corazzato Prinz Adalbert, già sopravvissuto a un siluramento in luglio, fu colpito nel deposito delle munizioni da un siluro dello E8 al largo di Libau, esplodendo e affondando con la perdita dell'intero equipaggio di 672 uomini; il 7 novembre fu invece l'incrociatore leggero SMS Undine a cadere vittima di due siluri dello E19, affondando nelle acque a sud del porto svedese di Trelleborg.
Il 10 novembre i russi impiegarono per la prima volta le loro dreadnought in un'azione offensiva: mentre gli incrociatori Rurik, Makarov, Bajan e Oleg e numerose siluranti posavano mine a sud di Gotland, le corazzate Gangut e Petropavlovsk si spingevano più a sud per intercettare eventuali pattuglie di incrociatori tedeschi, ma l'intera formazione rientrò alla base senza essere entrata in contatto con il nemico. Furono le mine a rappresentare la minaccia maggiore per le due parti: il 25 novembre l'incrociatore leggero tedesco SMS Danzig fu danneggiato da mine russe a sud di Gotland, mentre il 17 dicembre sia l'incrociatore leggero SMS Bremen che il cacciatorpediniere V-191 affondarono dopo essere finiti in un campo minato al largo di Windau; il 28 novembre fu invece il sommergibile russo Akula a cadere vittima delle mine tedesche al largo di Libau.

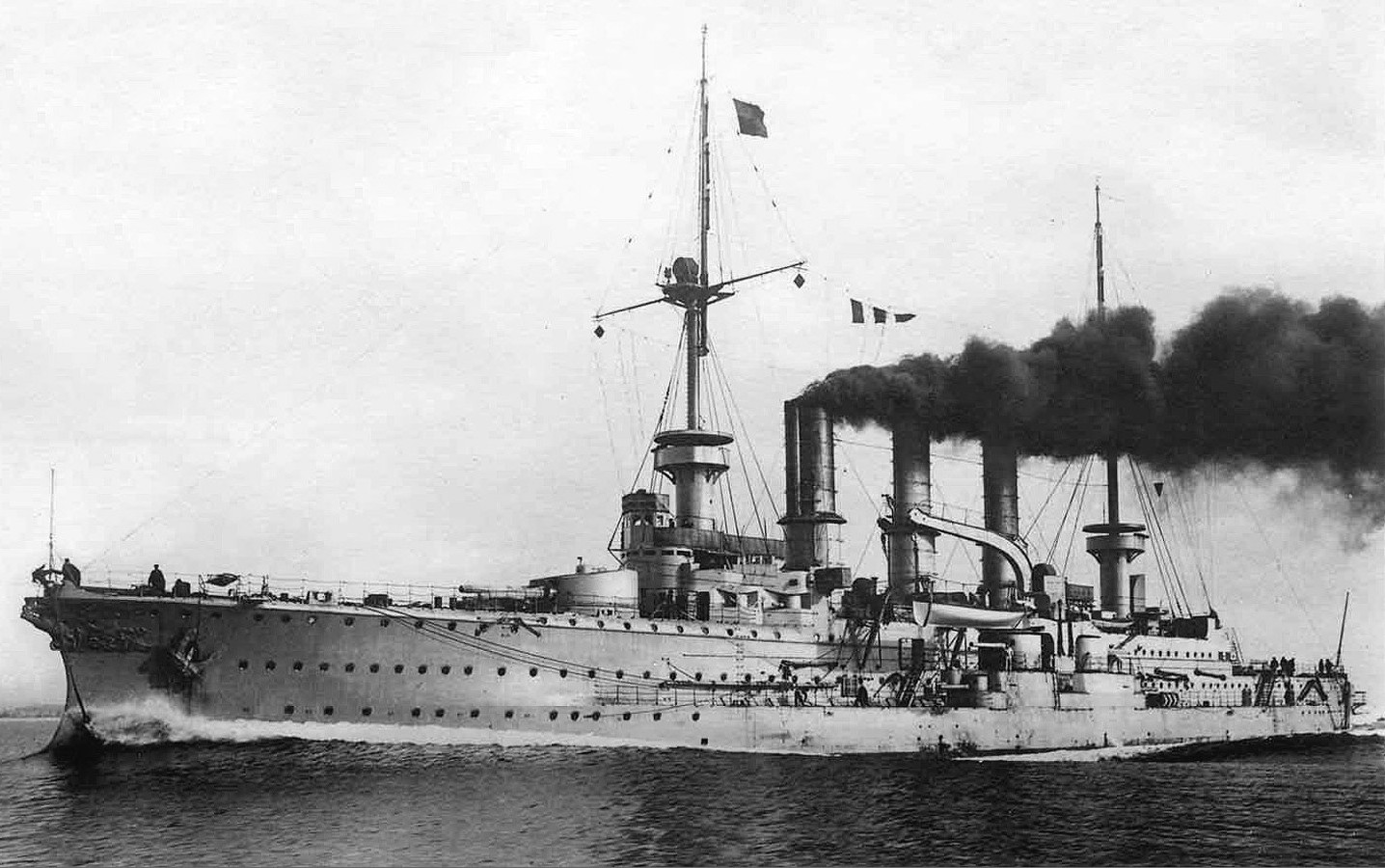
L'incrociatore corazzato, affondato il 23 ottobre 1916 con gravissime perdite umane

Il 1916 non vide grossi cambiamenti della situazione: le forze tedesche furono assorbite dagli eventi nel Mare del Nord, mentre i russi si dedicarono principalmente a rinforzare le loro difese del golfo di Riga con nuovi sbarramenti di mine e postazioni di artiglieria costiera; vi furono vari scontri tra le corazzate russe Slava e Cesarevič, dislocate nel golfo in supporto dei reparti a terra, e le artiglierie tedesche lungo la costa della Curlandia, nonché vari tentativi dei dragamine tedeschi di aprire passaggi sicuri nello stretto di Irben, ma tutte queste azioni non portarono a grossi risultati. Il 16 gennaio l'incrociatore leggero tedesco Lübeck fu danneggiato da una mina russa mentre navigava a nord di Danzica, mentre in maggio furono due sommergibili a cadere vittima di mine: il 24 maggio il britannico E18 scomparve in mare probabilmente dalle parti dell'isola di Ösel (alcune fonti lo indicano invece come vittima della nave-civetta tedesca K a sud di Bornholm), mentre il 27 maggio il tedesco U-10 fu dato per disperso durante una missione all'imboccatura del golfo di Finlandia.
Il 13 giugno una formazione navale russa con quattro incrociatori e tre cacciatorpediniere tentò una scorreria contro il traffico mercantile tedesco a sud-est della Svezia; all'altezza della baia di Norrköping i tre cacciatorpediniere si separarono dalla formazione e attaccarono un convoglio tedesco di dieci piroscafi: l'incrociatore ausiliario Hermann, di scorta al convoglio, impegnò le unità russe prima di affondare, consentendo ai mercantili di trovare rifugio nelle acque svedesi. Il comando russo (in settembre l'ammiraglio Kanin fu sostituito alla guida della Flotta del Baltico dall'ammiraglio Adrian Nepenin) impartì del resto disposizioni molto restrittive per quanto riguardava l'attacco ai mercantili, al fine di evitare tensioni con la filo-tedesca Svezia e non fornirle un casus belli; la Royal Navy non aveva queste restrizioni, e in settembre altri sommergibili furono inviati nel Baltico: ritenendo troppo pericoloso il transito nell'Øresund, quattro piccoli battelli della classe C furono inviati ad Arcangelo dopo un lungo viaggio via Mare di Norvegia e Mare di Barents, e da qui raggiunsero il golfo di Finlandia transitando per la rete di fiumi e canali dei laghi Ladoga e Onega.
Nel corso degli ultimi mesi del 1916 non si ebbero altre azioni su vasta scala, con le mine che continuarono a causare il grosso delle perdite: il cacciatorpediniere tedesco V-162 affondò il 15 agosto al largo della costa della Curlandia e sei giorni dopo il paritipo russo Dobrovoletz andò perduto nello stretto di Irben finendo sul campo minato che lui stesso stava stendendo; un banco di mine steso dal sommergibile tedesco UC-27 all'imboccatura sud del golfo di Finlandia provocò l'affondamento della torpediniera russa Kazanets il 28 ottobre e del cacciatorpediniere Letun il 7 novembre. L'anno si concluse però con una pesante sconfitta tedesca: tra il 10 e l'11 novembre una formazione di undici moderni cacciatorpediniere tedeschi tentò una scorreria all'imboccatura del golfo di Finlandia, ma la formazione incappò in uno sbarramento minato russo perdendo in rapida successione sette unità, sebbene le perdite umane risultarono in definitiva leggere.

### Il crollo russo

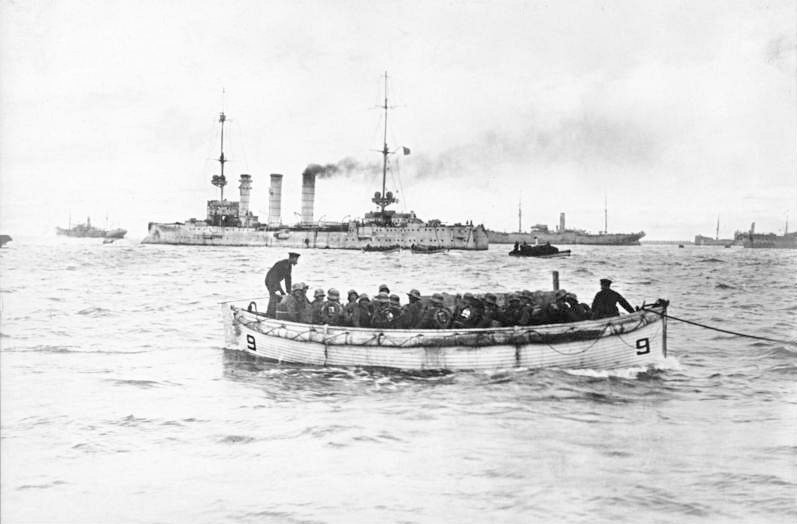
Truppe tedesche sbarcano a Ösel nell'ottobre 1917; sullo sfondo l'incrociatore leggero

Da un punto di vista militare, all'inizio del 1917 la situazione russa era grave ma non catastrofica: l'avanzata degli Imperi centrali in territorio russo era penetrata a fondo ma era ormai stata bloccata, mentre l'equipaggiamento delle forze armate russe andava migliorando sia sotto il profilo della qualità che della quantità; in mare, le difese russe del golfo di Finlandia e del golfo di Riga erano più che mai rafforzate con quasi 40 000 mine depositate in sbarramenti difensivi o offensivi al largo delle coste tedesche, mentre oltre alle quattro dreadnought ormai in servizio altri moderni cacciatorpediniere e sommergibili si andavano ad aggiungere alle forze navali a disposizione. La popolazione era però ormai stanca della guerra e il morale di soldati e marinai era bassissimo: la necessità di equipaggiare le numerose nuove unità entrate in linea aveva comportato un notevole aumento del personale di leva e l'impiego di equipaggi tratti dalla marina mercantile, forze dal non ottimale addestramento, insofferenti alla disciplina militare e permeabili agli ideali rivoluzionari che si andavano diffondendo nel paese. Ai primi di marzo 1917, la cosiddetta "rivoluzione di febbraio" portò all'abdicazione dello zar Nicola II di Russia e all'istituzione di un Governo provvisorio russo che proclamò la repubblica; l'azione ebbe forti ripercussioni sulle forze armate, non da ultimo sulla marina: si verificarono crolli della disciplina e ammutinamenti, numerosi ufficiali appartenenti all'etnia dei tedeschi del Baltico furono assaliti e assassinati (a cadere vittima fu anche il comandante in capo della flotta, ammiraglio Nepenin), e sulle navi furono istituiti dei consigli di marinai, sul modello dei soviet ormai diffusi nel paese, che privarono di fatto gli ufficiali di ogni autorità di comando.
Queste azioni paralizzarono le attività delle principali unità russe, anche se le forze leggere continuarono ancora per alcuni mesi le loro attività: mentre i sommergibili britannici si concentravano sulla ricognizione dei movimenti tedeschi lungo le coste della Germania, i battelli russi operarono contro i convogli mercantili diretti in Svezia ottenendo però magri risultati e subendo diverse perdite: il 28 maggio il sommergibile Bars scomparve a sud di Stoccolma, vittima delle mine o delle bombe di profondità di un'unità tedesca, il Lvitsa andò perduto probabilmente in circostanze simili a sud di Gotland tra l'11 e il 14 giugno, mentre lo AG-14 fu affondato da mine al largo di Libau il 6 luglio. Le unità leggere continuarono a pattugliare gli sbarramenti di mine a protezione dei golfi di Riga e di Finlandia, subendo altre perdite: la torpediniera Leitenant Burakov affondò il 12 agosto su mine tedesche deposte dal sommergibile UC-78 a sud delle isole Åland, mentre il cacciatorpediniere Stroni finì arenato il 21 agosto sulla costa dell'isola di Ösel e fu poi irrimediabilmente danneggiato da bombe lanciate da idrovolanti tedeschi; il 26 settembre il cacciatorpediniere Okhotnik finì affondato a sud di Ösel da mine depositate da un aereo tedesco, divenendo probabilmente la prima vittima di questo nuovo metodo di attacco.
Il 3 settembre una grande offensiva tedesca portò alla cattura dell'importante città di Riga e il comando tedesco, desideroso di poter impiegare il porto recentemente catturato come via di rifornimento per i propri reparti, stabilì di catturare le grandi isole di Ösel, Dago e Moon al largo delle coste estoni tramite un'operazione anfibia; la mossa avrebbe anche dovuto tagliare la via di ritirata alle forze navali russe ancora dislocate nel golfo di Riga. Al comando dell'ammiraglio Ehrhard Schmidt fu affidato un grosso scaglione della Hochseeflotte (da tempo ormai ferma in porto), comprendente dieci dreadnought e un incrociatore da battaglia scortati da unità leggere e dragamine, oltre a una forza da sbarco di 23 000 uomini. Il 12 ottobre le forze tedesche diedero quindi avvio all'operazione Albion: mentre le corazzate bombardavano le postazioni russe (le moderne dreadnought SMS Grosser Kurfürst e SMS Bayern subirono danni non incapacitanti per l'urto con mine), le truppe tedesche presero terra incontrastate su Ösel e si assicurarono l'isola dopo aver incontrato una resistenza sporadica e disorganizzata; il comandante delle forze russe nel golfo, ammiraglio Michail Bakhirev, tentò di contrastare gli sbarchi facendo intervenire le sue scarse forze (il cacciatorpediniere Grom fu perduto il 14 ottobre dopo essere stato centrato dalla corazzata SMS Kaiser), ma le sue richieste di rinforzi rimasero di fatto inevase: da Reval arrivarono solo l'incrociatore Makarov e tre torpediniere, con le altre unità bloccate in porto dai veti imposti dai consigli dei marinai di bordo.

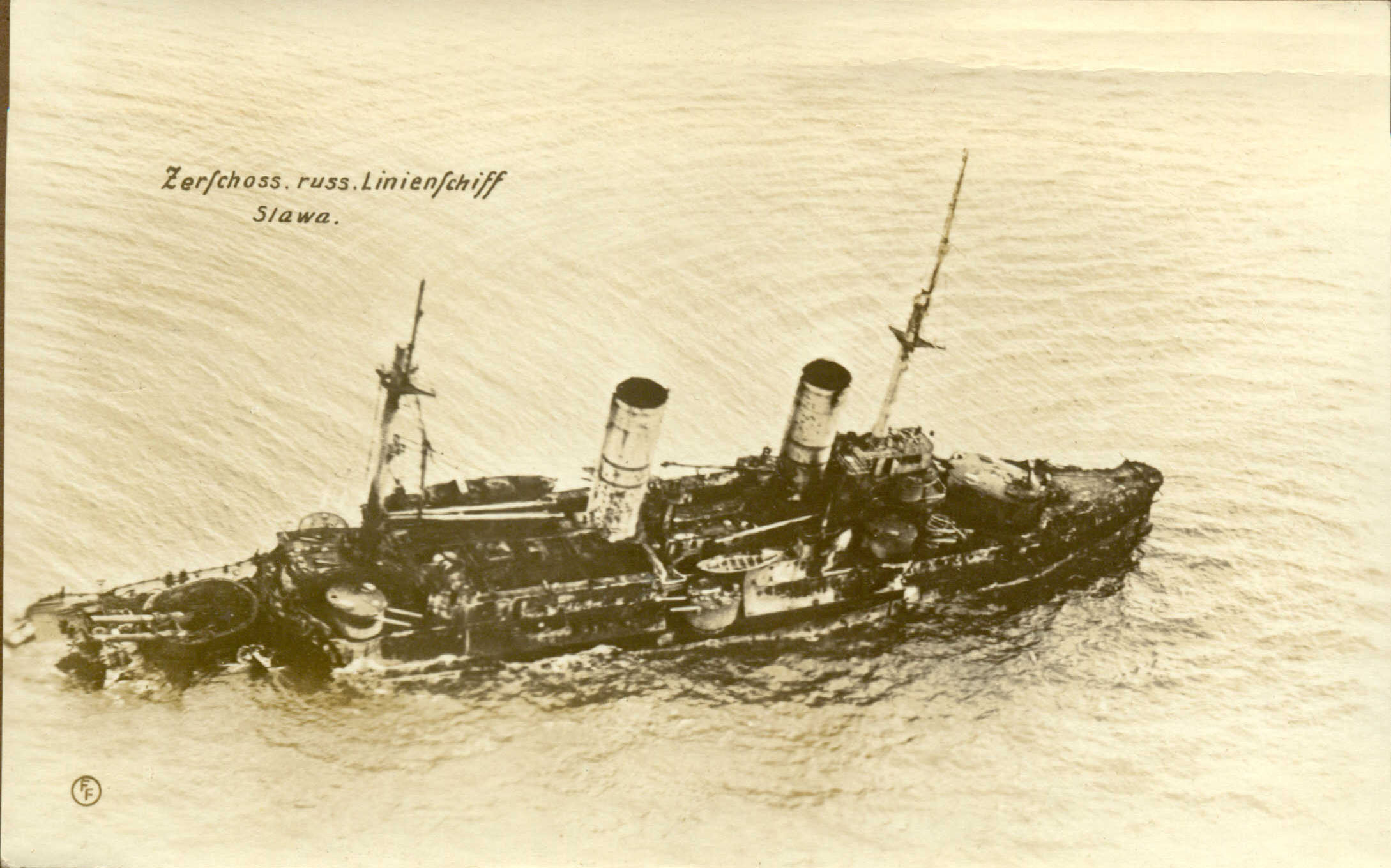
La nave da battaglia russa Slava affonda al termine della battaglia dello stretto di Muhu

Catturata anche l'isola di Moon e dragato il passaggio dello stretto di Irben, le forze tedesche irruppero nel golfo di Riga e ingaggiarono le unità di Bakhirev nella battaglia dello stretto di Muhu il 17 ottobre: le pre-dreadnought Slava e Grazdanin (ex Cesarevič) e l'incrociatore Bayan furono gravemente danneggiate dal tiro nemico e Bakhirev dovette ben presto ordinare la ritirata verso nord attraverso lo stretto di Muhu; a causa della troppa acqua imbarcata la Slava si trovò ad avere un pescaggio troppo ampio per transitare nello stretto, e dopo essere stata evacuata dall'equipaggio fu autoaffondata dagli stessi russi. Con la cattura da parte dei tedeschi delle isole estoni cessarono le operazioni su vasta scala nel Baltico, anche se proseguirono quelle da parte dei sommergibili: il britannico C32 fu perduto il 24 ottobre per incaglio a sud di Pernau dopo aver infruttuosamente tentato di attaccare le navi tedesche nel golfo di Riga, il russo Gepard affondò il 29 ottobre al largo di Ösel per l'urto con una mina e sempre su mine andò perduto il tedesco UC-57 il 19 novembre al largo delle coste estoni.
Tra il 8 e l'8 novembre 1917 la rivoluzione d'ottobre portò alla deposizione del governo repubblicano russo e alla costituzione di un regime bolscevico sotto la direzione di Lenin, il quale avviò trattative con gli Imperi centrali per giungere a una conclusione delle ostilità; mentre rivoluzionari e contro-rivoluzionari si affrontavano nei primi scontri della guerra civile russa, fermenti indipendentistici iniziarono a percorrere svariate regioni dell'ormai ex impero: il 19 febbraio Lenin ordinò alla Flotta del Baltico di abbandonare la base di Helsingfors per evitare di cadere in mano ai rivoluzionari finlandesi supportati dai tedeschi, e nonostante il golfo di Finlandia fosse completamente gelato il nucleo centrale della flotta riuscì a raggiungere sano e salvo la base di Kronštadt con l'ausilio di alcuni rompighiaccio. Il 3 marzo 1918 la Russia siglò il trattato di Brest-Litovsk con gli Imperi centrali, uscendo definitivamente dal conflitto; truppe tedesche sbarcarono in Finlandia per appoggiare le forze conservatrici contro i bolscevichi locali nel corso di una sanguinosa guerra civile, e tra il 4 e l'8 aprile i sette superstiti sommergibili britannici, ritiratisi nella base di Helsingfors e inutilizzati fin dal dicembre precedente, si autoaffondarono per non cadere in mano al nemico. Con questo ultimo atto si conclusero le operazioni della prima guerra mondiale nel teatro del Baltico.